# سائول نیگس
سائول نیگس اسکلاپز (اسپانیایی: Saúl Ñíguez Esclápez‎؛ زادهٔ ۲۱ نوامبر ۱۹۹۴) بازیکن فوتبال اهل اسپانیا است که برای باشگاه فلامینگو بازی می‌کند.
سائول آقای گل مسابقات جام ملت‌های اروپا زیر ۲۱ سال است.آرون نیگس برادر بزرگ‌تر وی نیز بازیکن فوتبال است.

## آمار ملی

### بازی‌های ملی
| اسپانیا | اسپانیا | اسپانیا | اسپانیا |
| سال     | بازی    | گل      | پاس گل  |
| ------- | ------- | ------- | ------- |
| ۲۰۱۶    | ۱       | ۰       | ۰       |
| ۲۰۱۷    | ۶       | ۰       | ۱       |
| ۲۰۱۸    | ۸       | ۲       | ۱       |
| ۲۰۱۹    | ۴       | ۱       | ۰       |
| مجموع   | ۱۹      | ۳       | ۲       |

### گل‌های ملی
| شماره | تاریخ           | میزبان | بازی ملی | حریف     | نتیجه | رقابت                         |
| ----- | --------------- | ------ | -------- | -------- | ----- | ----------------------------- |
| ۱     | ۸ سپتامبر ۲۰۱۸  | لندن   | ۱۱       | انگلستان | ۲–۱   | لیگ ملت‌های اروپا ۱۹–۲۰۱۸      |
| ۲     | ۱۱ سپتامبر ۲۰۱۸ | الچه   | ۱۲       | کرواسی   | ۶–۰   | لیگ ملت‌های اروپا ۱۹–۲۰۱۸      |
| ۳     | ۱۸ نوامبر ۲۰۱۹  | اسلو   | ۱۸       | نروژ     | ۱–۱   | مقدماتی جام ملت‌های اروپا ۲۰۲۰ |

## افتخارات
اتلتیکو مادرید
- لالیگا(۱): ۲۰۲۱–۲۰۲۰
- کوپا دل ری(۱): ۲۰۱۳–۲۰۱۲
- سوپر جام فوتبال اسپانیا(۱): ۲۰۱۴
- لیگ اروپا(۲): ۲۰۱۲–۲۰۱۱، ۲۰۱۸–۲۰۱۷
- سوپر جام اروپا(۱): ۲۰۱۸
- لیگ قهرمانان اروپا: ۲۰۱۶–۲۰۱۵ نایب قهرمان